# Les Rats dans les murs
Les Rats dans les murs  (titre original : The Rats in the Walls) est une nouvelle d'horreur fantastique de l’écrivain américain H. P. Lovecraft publiée pour la première fois en octobre 1924 dans le magazine Weird Tales.
La nouvelle est écrite et achevée par Lovecraft fin août ou début septembre 1923.

## Résumé
Héritier de la famille De la Poer, le narrateur du récit quitte le Massachusetts pour retourner dans son ancestral État d'Angleterre, connu sous le nom de Prieuré d'Exham. En diverses occasions, le protagoniste, tout comme ses chats, entendent le bruit de rats qui se déplacent, courent et se frottent aux parois dans les murs. Après quelques recherches, il découvre que sa famille a entretenu pendant des siècles une cité souterraine dont les habitants se nourrissaient de chair humaine, jusqu'à élever du bétail humain. 
Rendu dément par la découverte du passé de sa famille et conduit par la force de son hérédité, De la Poer attaque un de ses amis dans l'obscurité de la cité caverneuse et entreprend de le dévorer. Il est arrêté et placé dans un établissement de soins psychiatriques. Peu après, le Prieuré d'Exham est détruit. 
Le protagoniste de l'histoire clame son innocence, répétant que ce sont « les rats, les rats dans les murs » qui ont dévoré l'homme. Il continue de les entendre se déplacer dans les murs de sa cellule.

## Adaptation cinématographique
- 1993 : Necronomicon (H.P. Lovecraft's: Necronomicon), film à sketches américain réalisé par Brian Yuzna, Christophe Gans et Shūsuke Kaneko, d'après les nouvelles Les Rats dans les murs, Celui qui chuchotait dans les ténèbres et Air froid (en) de Lovecraft.